# فرانکلین دلانو روزولت

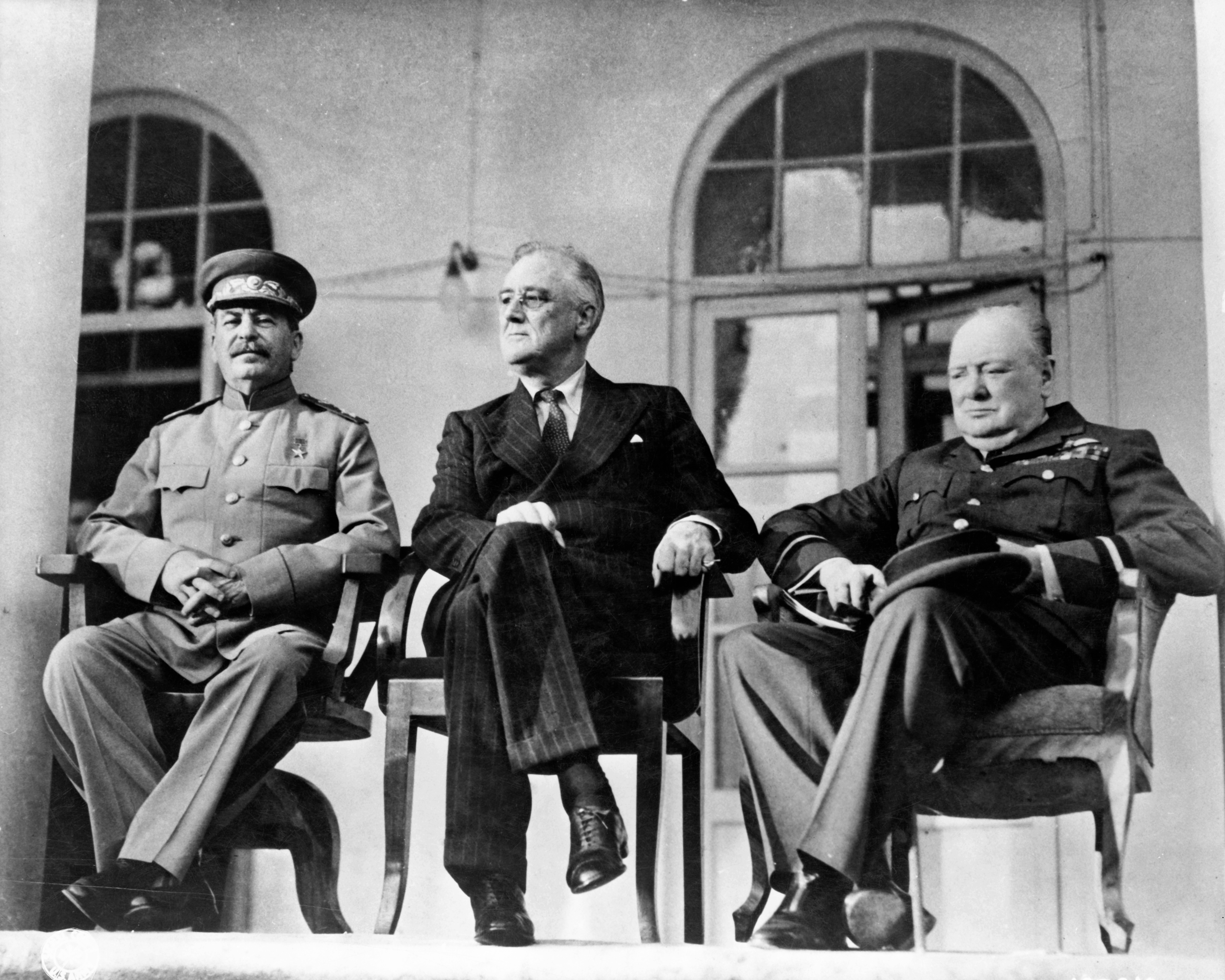
از راست وینستون چرچیل، فرانکلین روزولت و ژوزف استالین در کنفرانس تهران ۱۹۴۳

فِرانکْلین دِلانو روزِوِلْت (به انگلیسی: Franklin Delano Roosevelt) (۳۰ ژانویهٔ ۱۸۸۲ – ۱۲ آوریل ۱۹۴۵) مشهور به اف‌دی‌آر (FDR)، یک سیاست‌مدار آمریکایی بود که از سال ۱۹۳۳ تا زمان مرگش در سال ۱۹۴۵ به عنوان سی و دومین رئیس‌جمهور ایالات متحده آمریکا فعالیت کرد. او یکی از اعضای حزب دموکرات بود و تنها رئیس‌جمهور ایالات متحده آمریکا است که بیش از دو دوره در این سمت حضور داشته است. دوره سوم و چهارم او تحت شعاع جنگ جهانی دوم قرار گرفته بود.
روزولت که یکی از اعضای خانواده سرشناس روزولت بود، پس از تحصیل در دانشگاه، شروع به تمرین وکالت در نیویورک سیتی کرد. او از سال ۱۹۱۱ تا ۱۹۱۳ به عضویت مجلس سنای ایالت نیویورک انتخاب شد و سپس در طول جنگ جهانی اول، دستیار وزیر نیروی دریایی در زمان ریاست جمهوری وودرو ویلسون بود. روزولت در انتخابات ریاست جمهوری ایالات متحده در سال ۱۹۲۰، رقیب جیمز ام. کاکس از حزب دموکرات بود اما کاکس از نامزد جمهوری‌خواه، وارن جی. هاردینگ شکست خورد. در سال ۱۹۲۱، روزولت به یک بیماری فلج کننده مبتلا شد که برای همیشه پاهای او را فلج کرد. او تا حدی با تشویق همسرش، النور روزولت، به عنوان فرماندار نیویورک (۱۹۲۹ تا ۱۹۳۳) به مناصب دولتی بازگشت و در طی آن برنامه‌هایی را برای مبارزه با رکود بزرگ که در آمریکا حاکم بود، ترویج کرد. در انتخابات ریاست جمهوری ۱۹۳۲، روزولت با قاطعیت هربرت هوور، رئیس‌جمهور جمهوری‌خواه را شکست داد.
روزولت در ۱۰۰ روز ابتدایی ریاست جمهوری خود، پیشگام قوانین فدرال بی‌سابقه‌ای بود، دولت فدرال را در بیشتر دوره رکود بزرگ هدایت کرد و در پاسخ به مهم‌ترین بحران اقتصادی در تاریخ آمریکا، نیو دیل را اجرا کرد. او همچنین ائتلاف نیو دیل را ایجاد کرد، سیاست آمریکا را مجدداً در نظام حزبی پنجم قرار داد و لیبرالیسم آمریکایی را در یک سوم میانی قرن بیستم تعریف کرد. او برنامه‌های متعددی را برای ارائه کمک به بیکاران و کشاورزان در عین حال بهبود اقتصادی با اداره ملی احیاء و سایر برنامه‌ها، ایجاد کرد. او همچنین اصلاحات اساسی نظارتی مربوط به امور مالی، ارتباطاتی و نیروی کار را ایجاد کرده و ریاست ختم نهایی ممنوعیت الکل را بر عهده داشت. در سال ۱۹۳۶، روزولت به سبب بهبود وضعیت اقتصادی نسبت به سال ۱۹۳۳ در انتخابات مجدداً پیروز شد اما اقتصاد کشور در سال‌های ۱۹۳۷ و ۱۹۳۸ به رکود عمیقی بازگشت. او در سال ۱۹۳۷، نتوانست دیوان عالی را توسعه دهد، همان سالی که ائتلافی محافظه کار برای جلوگیری از اجرای برنامه‌ها و اصلاحات بیشتر نیو دیل تشکیل شد. برنامه‌ها و قوانین اصلی باقی مانده‌ای که زیر نظر روزولت اجرا شده‌اند عبارتند از کمیسیون بورس و اوراق بهادار، قانون روابط ملی کار، شرکت بیمه سپرده فدرال و تامین اجتماعی. در سال ۱۹۴۰، او با موفقیت برای انتخاب مجدد نامزد شد و تنها رئیس‌جمهور آمریکا شد که بیش از دو دوره در این سمت حضور داشته است.
با نزدیک شدن به جنگ جهانی دوم پس از سال ۱۹۳۸، علاوه بر تهاجم ژاپن به چین و تهاجم آلمان نازی، روزولت از چین و همچنین بریتانیا و شوروی حمایت دیپلماتیک و مالی قوی کرد در حالی که آمریکا رسماً بی‌طرف باقی مانده بود. به دنبال حمله ژاپن به پرل هاربر در ۷ دسامبر ۱۹۴۱، او روز بعد به ژاپن و چند روز بعد به آلمان و ایتالیا اعلان جنگ داد. او از نزدیک با دیگر رهبران ملی در رهبری متفقین علیه نیروهای محور همکاری کرد. روزولت بر بسیج اقتصاد آمریکا برای حمایت از تلاش‌های جنگی نظارت و استراتژی اول اروپا را اجرا کرد. او همچنین توسعه اولین بمب اتمی جهان را آغاز کرد و با دیگر رهبران متفقین برای زمینه‌سازی ایجاد سازمان ملل متحد و سایر نهادهای پس از جنگ، همکاری کرد. روزولت در سال ۱۹۴۴ مجدداً انتخاب شد اما در سال ۱۹۴۵، پس از اینکه سلامت جسمانی او به‌طور جدی و پیوسته در طول سال‌های جنگ رو به افول رفته بود، درگذشت. از آن زمان تا اکنون، چندین مورد از اقدامات وی مورد انتقاد جدی قرار گرفته است از جمله دستور او برای بازداشت آمریکایی‌های ژاپنی در اردوگاه‌های کار اجباری. با این وجود در رتبه‌بندی‌های تاریخی، همواره او را به عنوان یکی از بزرگ‌ترین روسای‌جمهور آمریکا معرفی می‌کنند.

## زندگی شخصی
روزولت در سال ۱۸۸۲ در یک خانواده برجسته و قدیمی هلندی اهل شهرستان داچس، نیویورک متولد شد. او در نهادهای آموزشی نخبه پروری چون مدرسه گروتون، کالج هاروارد و مدرسه حقوق کلمبیا تحصیل کرد. در ۲۳ سالگی در سال ۱۹۰۵ با النور روزولت ازدواج کرد و با او شش فرزند داشت.
وی در سال ۱۹۲۱ زمانی که ۳۹ سال داشت در اثر ابتلا به بیماری فلج اطفال، فلج شد ولی نگذاشت این موضوع موجب ناتوانی کامل وی و سلب اعتماد رای‌دهندگان به او شود. روزولت با بیش از ۲۵ درصد یعنی ۱۲ تن از ۴۶ رئیس‌جمهور ایالات متحده آمریکا از جمله جان آدامز و جرج واشینگتن خویشاوند بود و با افرادی مانند وینستون چرچیل و جفرسون دیویس نیز دارای نسبت فامیلی دوری بود. النور روزولت، همسر وی نیز برادر زاده تئودور روزولت بود. تئودور همچنین پنجمین پسرخاله فرانکلین بود.

## وضعیتِ سلامت
روزولت در اوت ۱۹۲۱ و زمانی که تعطیلات خود را در جزیره کامپوبلو در نیوبرانزویک کانادا می‌گذراند به بیماری فلج اطفال مبتلا گشت. او برای مدتی کاملاً فلج شده بود اما در نهایت از کمر به پایین فلج گشت. او با تکیه بر همراهی همسرش، النور روزولت توانست در صحنه سیاست باقی بماند.
وی در وارم اسپرینگ، جورجیا آمریکا مجتمعی به نام "Roosevelt Warm Springs Institute for Rehabilitation" (انستیتو بازپروری وارم اسپرینگ روزولت) را راه‌اندازی کرد که شامل چند هتل و یک استخر آب گرم می‌شد و بیشتر برای افراد بی بضاعت و مبتلا به فلج اطفال بود و شیوه آب درمانی را نیز رونق بخشید. انستیتو وارم اسپرینگ روزولت یکی از معتبرترین و بهترین مجتمع‌های نگهداری از بیماران فلج اطفال در دنیا می‌باشد.
وی در سال ۱۹۳۸، یک بنیاد خیره با نام بنیاد ملی فلج اطفال (به انگلیسی: National Foundation for Infantile Paralysis) را برای تأمین مالی حمایت از بیماران و تحقیقات روی بیماری فلج اطفال تأسیس نمود که به دلیل محبوبیت روزولت، توانست مبالغ قابل توجهی را جمع‌آوری کرده و بیماران زیادی را تحت پوشش قراردهد.
از جمله اقدامات بنیاد، تعریف پروژه‌ای در سال ۱۹۴۸ برای جوناس سالک برای بررسی ویروس فلج اطفال بود. ادامه تحقیقات سالک، منجر به کشف واکسن فلج اطفال شد.

## ریاست جمهوری ۱۹۳۳–۱۹۴۵

### دوره اول ۱۹۳۳–۱۹۳۷
روزولت در سال ۱۹۳۲ توانست به نامزدی دموکرات‌ها برای حضور در انتخابات ریاست جمهوری آمریکا دست یابد و در انتخابات آن سال، با اختلافی فراوان هربرت هوور را شکست دهد.
مهم‌ترین سیاست روزولت، اجرای برنامه نیو دیل، برای احیای اقتصاد آمریکا پس از رکود شدید اقتصادی ۱۹۳۰ بود.

### دوره دوم ۱۹۳۷–۱۹۴۱
هشت میلیون کارگر در سال ۱۹۳۶ بیکار بودند و اگرچه شرایط اقتصادی از سال ۱۹۳۲ بهبود یافته بود، اما رکود هنوز وجود داشت و این به منتقدان روزولت مجال مخالفت می‌داد. از آن سو، جمهوری خواهان نامزد انتخاباتی قوی نداشتند، و آلف لاندن فرماندار کانزاس را نامزد کردند.
روزولت در انتخابات ۱۹۳۶، بیش از۶۰٪ آراء کل را به دست آورد و در تمام ایالات بجز دو ایالت برنده شد.
روزولت طی دومین دوره ریاست جمهوری خود در آمریکا به خطر فاشیسم واقف شد و از سال ۱۹۳۷ تلاش‌هایی را برای اطلاع افکار عمومی کشورش از این خطر و رویدادهایی که در این راستا در اروپا و آسیا در حال وقوع بود، آغاز کرد.

#### انتخابات ۱۹۴۰
در ماه‌های قبل از کنوانسیون ملی دموکراتیک ژوئیه ۱۹۴۰ گمانه زنی‌های زیادی وجود داشت در مورد اینکه آیا روزولت، برخلاف رسم معمول برای دوره سوم نامزد خواهد شد یا نه. این سنت دو دوره ای اگرچه هنوز در قانون اساسی نیامده بود، اما بر اساس خودداری جرج واشینگتن از نامزدی برای دوره سوم انتخابات ریاست جمهوری سال ۱۷۹۶ تأسیس شده بود.
اما وقایعی که در اروپا رخ می‌داد و تهدیدات آلمان نازی بر انگلیس در اواسط سال ۱۹۴۰ سبب شد که روزولت فکر کند که تنها او تجربه و مهارت‌های لازم را برای رویارویی با این مشکلات دارد.
در کنوانسیون حزب دموکرات در ژوئیه ۱۹۴۰ در شیکاگو، روزولت به راحتی نامزدی حزب را به‌دست‌آورد و هنری والاس از آیووا را برای معاونت برگزید. در پایان، روزولت در انتخابات سال ۱۹۴۰ با کسب ۵۵٪ آراء مردم، ۳۸ ایالت از ۴۸ ایالت (تقریباً ۸۵٪ آراء حوزه‌ای Electoral) برنده شد.

### دوره سوم ۱۹۴۱–۱۹۴۵
تأیید کمک‌های آمریکا به بریتانیا و شوروی (ر.ک. قانون وام و اجاره) در سال ۱۹۴۱ زمینه مخالفت‌های داخلی با سیاست‌های وی را فراهم آورد؛ اما حمله ژاپنی‌ها به پرل هاربر به این مخالفت‌ها پایان داد. در ۱۹۴۲ روزولت دستور بازداشت دسته جمعی ۱۰۰٬۰۰۰ ژاپنی آمریکایی را صادر کرد. سلسله جلسات وی با وینستون چرچیل و جوزف استالین مبانی جهان پس از جنگ جهانی دوم را بنیان نهاد.

#### کنفرانس تهران
کنفرانس تهران با شرکت چرچیل، روزولت و استالین از ۲۸ نوامبر تا اول دسامبر ۱۹۴۳ (۶ تا ۹ آذرماه ۱۳۲۲) به صورت سرّی در سفارت شوروی در تهران، پایتخت ایران برگزار شد.
تهران ۴۳ نام فیلمی است که محصول مشترک کشورهای شوروی سابق، فرانسه و سوئیس می‌باشد و در سال ۱۹۸۱ ساخته شده است. این فیلم را الکساندر آلوف و ولادیمیر ناموف کارگردانی کرده‌اند و بازیگران مشهوری همچون آلن دلون و کلود جید در آن بازی کرده‌اند.

### دوره چهارم ۱۹۴۵

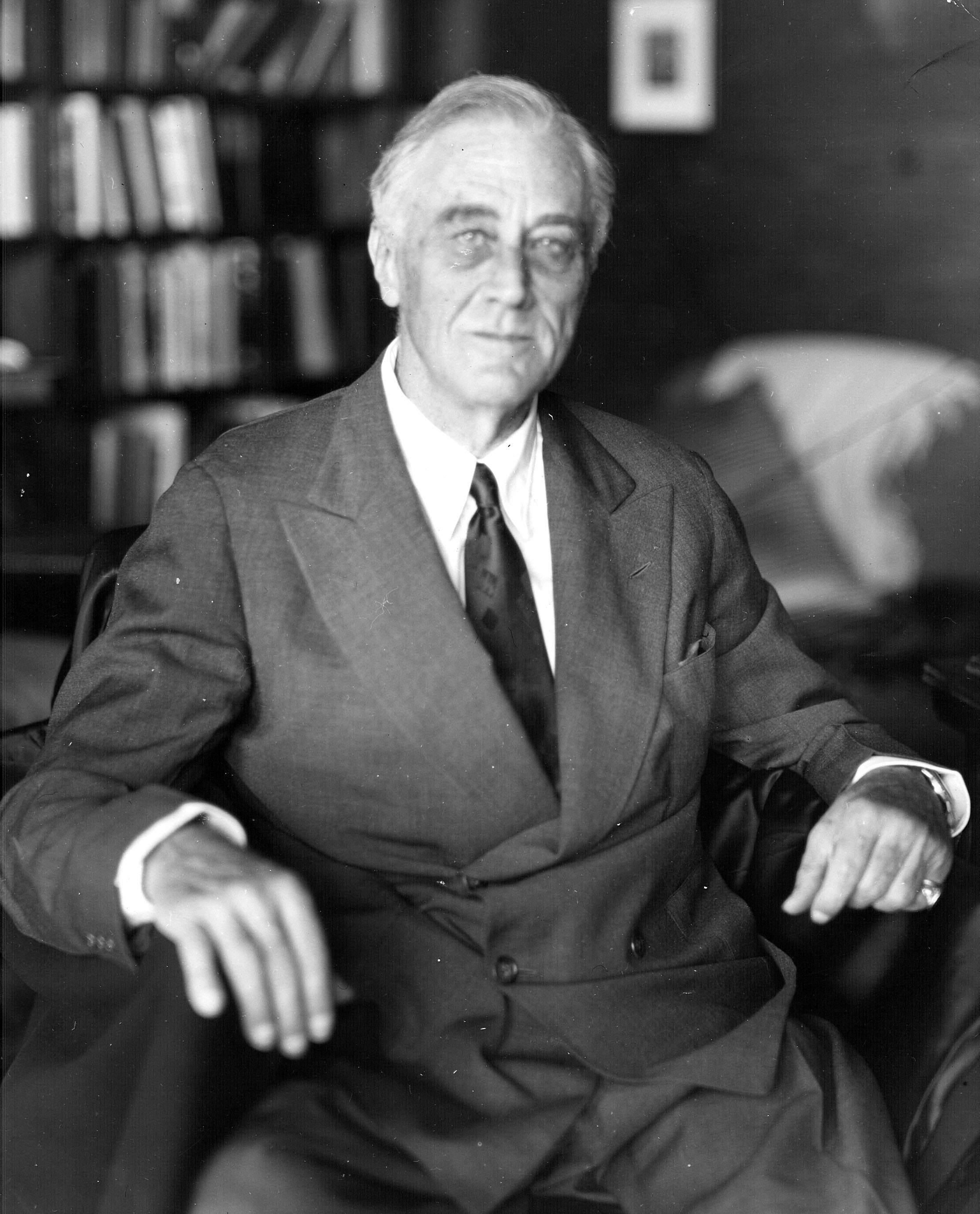
آخرین عکس روزولت یک روز پیش از مرگش (۱۱ آوریل ۱۹۴۵)

وی در انتخابات ریاست‌جمهوری ایالات متحده آمریکا (۱۹۴۴) برای چهارمین بار، به ریاست جمهوری آمریکا برگزیده شد. به علت اینکه تا آن زمان قانون محدودیت انتخاب ریاست جمهوری ایالات متحده به دو بار هنوز تصویب نشده بود، او این فرصت را داشت که چهار بار به ریاست جمهوری انتخاب شود، امری که در تاریخ آمریکا یک استثناست. در ۲۰ ژانویه ۱۹۴۵، مراسم تحلیف چهارمین دوره ریاست جمهوری او برگزار شد. او در ۱۲ آوریل ۱۹۴۵، تنها چند هفته پیش از خودکشی هیتلر (۳۰ آوریل ۱۹۴۵) و تسلیم آلمان در جنگ جهانی دوم (۸ مه ۱۹۴۵)، درگذشت.

#### جنگ جهانی دوم
پس از حمله ژاپن به پرل هاربر، مخالفت با شرکت آمریکا در جنگ جهانی دوم حامیان خود را از دست داد. آلمان و ایتالیا در ۱۱ دسامبر ۱۹۴۱ به آمریکا اعلان جنگ کردند، که آمریکا هم متقابلاً چنان کرد. روزولت و مشاوران نظامی‌اش یک استراتژی جنگی را با هدف متوقف کردن پیشروی‌های آلمان در اتحاد شوروی و شمال آفریقا اجرا کردند؛ و اشغال اروپای غربی با هدف محصور ساختن آلمان بین دو جبهه و حفظ چین و شکست دادن ژاپن را کلید زدند. افکار عمومی اولویت را به نابودی ژاپن می‌داد، بنابراین نیروهای آمریکایی عمدتاً در سال ۱۹۴۲ به اقیانوس آرام فرستاده شدند.

##### بازداشت دسته جمعی آلمانی‌ها، ایتالیایی‌ها و ژاپنی‌ها
در زمان آغاز جنگ، خطر حملهٔ ژاپن به سواحل آمریکا فشاری فزاینده ایجاد کرد تا مردمان ژاپنی‌تبار از منطقهٔ ساحلی جابه‌جا شوند. این فشار به دلیل ترس از تروریسم، جاسوسی و/یا خرابکاری افزایش یافت؛ این فشار همچنین به رقابت و تبعیض ضد ژاپنی مرتبط بود. در ۱۹ فوریه ۱۹۴۲ روزولت فرمان اجرایی ۹۰۶۶ را امضا کرد که صدها هزار مهاجر ژاپنی بدون تابعیت ژاپنی، و فرزندانشان که دارای تابعیت مضاعف بودند را جابه‌جا کرد. آنان مجبور شدند املاک و کسب و کارهای خود را ترک کنند و به اردوگاه‌هایی که به‌طور فوری در مناطق داخلی و بد آب و هوای آمریکا ساخته شده بود منتقل شدند.
پس از این که آلمان و ایتالیا در دسامبر ۱۹۴۱ به آمریکا اعلان جنگ کردند، بسیاری از شهروندان آلمانی و ایتالیایی که شهروندی آمریکا را نگرفته بودند دستگیر یا به کار اجباری گرفته شدند.

## یادداشت
1. ↑  Pronounced ‎/ˈdɛlənoʊ ˈroʊzəvɛlt, -vəlt/‎ DEL-ə-noh ROH-zə-velt, --vəlt;[۱]